# Ndokolo
Ndokolo est un village du département du Nkam au Cameroun. Situé dans la commune rurale de Ndobian, il est localisé sur la piste piétonne qui lie Ndotoro à Bandoumkassa.

## Population et environnement
En 1967, le village de Ndokolo  avait 197 habitants. La population est essentiellement composée des Biboum. La population de Ndokolo était de 283 habitants dont 130 hommes et 153 femmes, lors du recensement de 2005. 